# Stade municipal Rubén Marcos Peralta
Le stade municipal Rubén Marcos Peralta est un stade de football situé dans la ville d'Osorno, au Chili.

## Histoire
Le stade a une capacité de 12 000 personnes. Les places assises couvertes couvrent 80 % du stade. Le club du Provincial Osorno joue ses matchs à domicile dans ce stade.
Le stade est inauguré en 1940 sous le nom d'Estadio Municipal Parque Schott.
En août 2006, des travaux sont entamés, avec l'installation d'une pelouse synthétique. Le nouveau stade est inauguré le 14 novembre, sous le nouveau nom de "Rubén Marcos", en hommage au grand milieu osornin qui se rendit célèbre de par sa carrière à l'Universidad de Chile et en équipe du Chili.
En 2010, des travaux ont lieu afin de remodeler le secteur connu sous le nom d'"El Morro", comprenant le remplacement total des gradins, où sont construits des gradins en béton armé, plus résistants aux vibrations et aux mouvements.